# Promozione Basilicata 1952-1953
La Promozione fu il massimo campionato regionale di calcio disputato in Basilicata nella stagione 1952-1953.
La nuova massima categoria regionale presentava caratteristiche innovative, dato che pur essendo gestita dalle leghe regionali, a differenza del passato la formula del torneo era decisa direttamente dalla FIGC. A ciascun girone, che garantiva al suo vincitore la promozione in IV Serie a condizione di soddisfare le condizioni economiche richieste dai regolamenti, partecipavano sedici squadre, ed era prevista la retrocessione delle quattro peggio piazzate, anche se erano possibili aggiustamenti automatici per ripartire fra le appropriate sedi locali le squadre discendenti dalla IV Serie. Nel caso particolare, tuttavia, non essendo stata in grado la Lega Regionale Lucana di raccogliere sufficienti iscrizioni, per garantire comunque la regolarità di questo torneo a dodici squadre, si programmò la retrocessione delle ultime due classificate.

## Squadre partecipanti
| Club                               | Città (provincia)       | Stagione 1951-1952                   |
| ---------------------------------- | ----------------------- | ------------------------------------ |
| U.S. Aviglianese "Emanuele Stolfi" | Avigliano (PZ)          | 3º posto in Prima Divisione A        |
| U.S. Bernalda                      | Bernalda (MT)           | 2º posto in Prima Divisione B        |
| A.S.C. Candela                     | Grassano (MT)           | 4º posto in Prima Divisione B        |
| Pol. Juventina Potenza             | Potenza                 | 14º posto in Promozione N            |
| Pol. Libertas                      | Matera                  | 1º posto in Prima Divisione B        |
| U.S. Libertas Invicta              | Potenza                 | 5º posto in Prima Divisione A        |
| A.S. Matera Calcio                 | Matera                  | 1º posto in Prima Divisione Puglia B |
| U.S. Melfi                         | Melfi (PZ)              | 2º posto in Prima Divisione A        |
| Pol. Moliternese                   | Moliterno (PZ)          | 1º posto in Prima Divisione C        |
| U.S. Pescopagano                   | Pescopagano (PZ)        | 3º posto in Prima Divisione A        |
| U.S. Venusia                       | Venosa (PZ)             | 6º posto in Prima Divisione A        |
| C.S. Vultur                        | Rionero in Vulture (PZ) | 1º posto in Prima Divisione A        |

## Classifica finale
|  | Pos. | Squadra                 | Pt | G  | V  | N | P  | GF | GS | DR  |
|  | ---- | ----------------------- | -- | -- | -- | - | -- | -- | -- | --- |
|  | 1.   | Matera                  | 41 | 22 | 20 | 1 | 1  | 85 | 8  | +77 |
|  | 2.   | Melfi                   | 30 | 22 | 13 | 4 | 5  | 41 | 17 | +24 |
|  | 3.   | Vultur Rionero          | 29 | 22 | 13 | 3 | 6  | 53 | 29 | +24 |
|  | 4.   | Bernalda (-1)           | 21 | 22 | 10 | 2 | 10 | 32 | 45 | -13 |
|  | 5.   | Aviglianese E.Stolfi    | 20 | 22 | 9  | 2 | 11 | 22 | 33 | -11 |
|  | 6.   | Libertas                | 19 | 22 | 8  | 3 | 11 | 38 | 39 | -1  |
|  | 6.   | Venusia (-1)            | 19 | 22 | 8  | 4 | 10 | 36 | 40 | -4  |
|  | 6.   | Libertas Invicta        | 19 | 22 | 7  | 5 | 10 | 25 | 36 | -11 |
|  | 9.   | Moliternese             | 14 | 22 | 6  | 2 | 14 | 30 | 58 | -28 |
|  | 10.  | Pescopagano             | 13 | 22 | 6  | 1 | 15 | 18 | 62 | -44 |
|  | 11.  | Candela (-2)            | 4  | 22 | 4  | 2 | 16 | 16 | 56 | -40 |
|  | 12.  | Juventina Potenza (-25) | 2  | 22 | 12 | 3 | 7  | 50 | 23 | +27 |

Legenda:
      Promosso in IV Serie 1953-1954.
      Retrocesso in Prima Divisione 1953-1954.
Regolamento:
Due punti a vittoria, uno a pareggio, zero a sconfitta.
Note:
Bernalda e Venusia hanno scontato 1 punto di penalizzazione.
Il Candela ha scontato 2 punti di penalizzazione.
La Juventina Potenza ha scontato 25 punti penalizzazione per illecito sportivo